# مارينو موريلو
مارينو موريلو هو اقتصادي وسياسي كوبي، ولد في 19 فبراير 1961. حزبياً، نشط في الحزب الشيوعي الكوبي.